# 徐冠华
徐冠华（1941年12月16日—），出生于上海；北京林业学院毕业，遥感应用学专家，中国科学院院士，香港城市大学荣誉博士。1984年9月加入中国共产党，是中国共产党第十六届中央委员。曾任第十一届全国政协常委、教科文卫体委员会主任、中华人民共和国科学技术部部长，中国科学院副院长等职。

## 早年经历
徐冠华1959年进入北京林业学院学习。毕业后，他就被分配到中国林业科学院工作，历任研究实习员、教师、助理研究员、研究员、资源信息所所长等职。1979年至1981年间，徐冠华还曾被派往瑞典斯德哥尔摩大学，从事遥感数字图象处理的研究工作。1992年，他当选为中国科学院地学部学部委员；次年，被任命为中科院遥感应用研究所所长；又是一年后，他晋升为中科院副院长。

## 进入政界
1995年，徐冠华开始进入政府部门工作，先后出任国家科学技术委员会副主任，党组成员、党组副书记，科学技术部副部长、党组副书记等职。2001年2月，他接替因任职年龄到届的朱丽兰出任科技部部长。2003年3月17日，经国务院总理温家宝提名，国家主席胡锦涛发布第二号中华人民共和国主席令，根据中华人民共和国第十届全国人民代表大会第一次会议的决定，徐冠华被任命为科学技术部部长。2007年4月，徐冠华也因任职年龄到届而离职。
在2008年3月的十一届全国政协一次会议上，徐冠华当选全国政协常委、教科文卫体委员会主任。2013年3月退休。

## 学术成就
徐冠华是中华人民共和国遥感应用科学领域的专家，曾多次获得“有突出贡献的中青年专家”、“有突出贡献的留学回国人员”、“有突出贡献的科技人员”等荣誉称号。1991年，他还被人事部批准享受政府特殊津贴。以表彰他的学术成就及对社会的贡献，2006年11月15日，香港城市大学颁授徐冠华荣誉博士。2009年6月，香港中文大学委任徐冠华为该校太空与地球信息科学研究所伟伦太空与地球科学研究客座教授。2010年12月，徐冠华被香港中文大学授予荣誉博士学位。